# Antonio Cotán
Antonio Jesús Cotán Pérez (ur. 19 września 1995 w Olivares) – hiszpański piłkarz występujący na pozycji pomocnika w Gimnàstic Tarragona.